# Платан західний (Одеса, вул. Миколи Савича, 4)
Плата́н за́хідний — ботанічна пам'ятка природи місцевого значення в Україні. Об'єкт природно-заповідного фонду Одеської області. 
Розташований у місті Одеса, на території Будинку вчених, за адресою: вул. Миколи Савича, 4. 
Площа — 0,01 га. Статус отриманий у 1972 році. Перебуває у віданні комунального підприємства «Міськзелентрест». 
Статус надано для збереження декоративного дерева — платана західного (Platanus occidentalis).